# Alberto Anchart
Juan Alberto Anchart (Buenos Aires, 24 de septiembre de 1931 - 31 de octubre de 2011) fue un actor y cómico argentino.

## Biografía
Inició su carrera a mediados de años 40 en teatros como Presidente Alvear y El Nacional, obras como La historia del sainete (1946) del autor teatral Ivo Pelay, ¡Vampiresas! (1946) y El ministro está enojado (1947) con el actor Raimundo Pastore. 
En 1954 elegido en el concurso para participar en la película Crisol de hombres con Pedro Maratea y Margarita Linton. Ese mismo año acompañó a Enrique Muiño en Los problemas de Papá, comedia dramática con guiones de Abel Santa Cruz. 
A lo largo de los años 50 compuso breves roles en películas muy recordadas y exitosas de época. 
En los años 60, aún sin roles importantes, participó en El bote, el río y la gente, Prisioneros de una noche entre otras. Pero especialmente Mi primera novia del director de cine Enrique Carreras y Dos en el mundo con la actriz argentina Blanca del Prado.
Desde finales de los años 60 se relacionó laboralmente con Santiago Bal, formando dúo cómico-musical con quien participó en la pieza teatral ¡Que sofocón! en el Teatro Rossini. Con él, además realizó giras por el exterior, actuando en España y presentándose en el Hotel InterContinental Madrid, Teatro Talía(de Madrid) y El Papagayo (de Barcelona). También formó parte de elencos de ¡Aquí está la vieja ola!...Y esta vez no viene sola (1961) en el Teatro Astral, Cuando un pobre se divierte (1963) del escritor argentino Alberto Vaccarezza y La cumparsita (1963) con música de Osvaldo Pugliese. Luego en escenarios, interpretó obra de Germán Ziclis Eduardo H. Barrientos, porteño del 900 y actuó en espectáculos revisteriles de teatros El Nacional, Tabarís, Maipo y Avenida. Además, grabó canciones en yidis por su amistad con miembros de comunidad judía.
En 1965 convocado para realizar un papel juvenil en La tuerca, considerado uno de los mejores ciclos cómicos de televisión. Programa encabezado por Nelly Láinez, Carmen Vallejo y Guido Gorgatti, se mantuvo con gran aceptación hasta 1974 con la dirección de Héctor Maselli, guiones de Juan Carlos Mesa y Carlos Garaycochea. 
En 1968 encarnó a Renzo en La casa de Madame Lulú para la empresa Tachis Films. 
Un año después, ocurría su consagración con su incursión en Los Campanelli donde relataba la historia de una divertida y problemática familia que contaba con la participación especial de Menchu Quesada y Adolfo Linvel. De ésta, se hicieron versiones teatrales e incluso cinematográficas: El veraneo de los Campanelli(1971) y El picnic de los Campanelli ambas de Enrique Carreras.

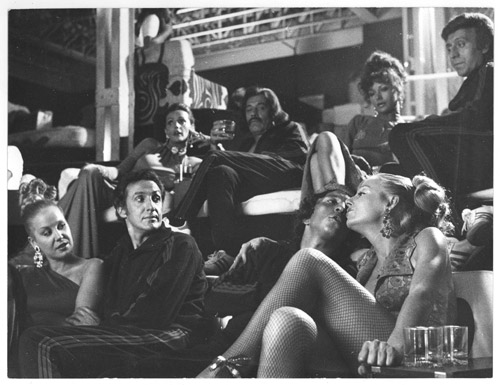
Hay que parar la delantera

En los años 70 se pudo apreciar en seis comedias fílmicas dirigidas entre otros por Palito Ortega y auspiciadas por compañías como Argentina Sono Film y Películas Latinoamericanas S. A.
En 1970, obtuvo Premio Martín Fierro como «Mejor programa cómico».
En 1982, condecorado como mejor actor de comedia de Villa Carlos Paz por su labor en Mi departamento está que arde.
En 1983, contra figuró de Juan Carlos Calabró en la película Diablito de barrio y de Carlitos Balá en la película Un loco en acción donde interpretó a Totov. 
En 1984, galardonado en el mismo rubro que en 1982, esta vez, su trabajo en la novela Las primas. 
Después de un largo período sin actividad, de 1996 a 1998 encarnó al abuelo Atilio Medina en el programa televisivo Mi familia es un dibujo que combinaba animación, comedia, fantasía y emitido por Telefe con la protagonización de Germán Kraus.
En 1997, mediante Walt Disney Studios Motion Pictures retornó a cinematografía con Dibu: la película dirigiéndose al público infantil y filmando en Provincia de Río Negro en San Carlos de Bariloche.
En 1999 trabajó en Telefe en Cabecita. Durante dos años (1998 - 2000) colaboró interpretando a Anselmo para la telenovela Verano del 98 con Tomás Fonzi. Secundó a Enrique Pinti en la película Arregui, la noticia del día (2001) en la cual Carmen Maura fue nominada a losPremios Cóndor de Plata como mejor actriz. 
En 2002, filmó tercera parte de Dibu titulada Dibu 3, la gran aventura con libretos de Ricardo Rodríguez, Alejandro Sapognikoff, dirección de Alejandro Stoessel, Carlos Olivieri, producción de Patagonik Film Group y Telefe.
De 2004 a 2005 interpretó personaje de Antoine en exitosa Floricienta, encabezada por Florencia Bertotti que tuvo mucho apoyo por prensa y logró altos picos de índice de audiencia. Se emitió diariamente por Canal 13 y compitió con Yo soy Betty, la fea 2 de Telefe. 
En 2005 también participó en un capítulo de la sitcom Casados con hijos, protagonizada por Guillermo Francella y Florencia Peña por Telefe.
Después se lució en obras teatrales como Mamá, original (2007) con Andrea Frigerio la cual hizo beneficios a Casa de Ronald McDonald en Multiteatro. 
En 2007 recibió distinción especial en Premios Estrella de Mar junto a Iris Láinez.
En 2008, contratado para encarar Cremona, clásica obra editada por Armando Discépolo y estrenada en el Teatro Nacional Cervantes. 
En 2009 ganó un Premio ACE de Oro como mejor actor de reparto.
De 2009 a 2010 se desempeñó con Antonio Gasalla en Más respeto, que soy tu madre que batió récords de audiencia en la ciudad bonaerense de Mar del Plata llegando a vender más de 300.000 entradas en el Teatro Neptuno donde luego se llevó a cabo la misma obra con Enrique Liporace y Eliana González. Él componía a un anciano que cultivaba y fumaba marihuana. 
En 2010 tuvo aparición en la serie Todos contra Juan 2, interpretándose a sí mismo.
Falleció el 31 de octubre de 2011 en el Hospital Español de Buenos Aires, víctima de un cáncer terminal que le habían detectado un mes antes.
Recibió tres Premios Martín Fierro, por su labor en Los Campanelli, La tuerca y Dibu 3, la gran aventura.

## Familia
Hijo del también actor Alberto Anchart (1906 - 1978) a su vez hermano de Marquesa Anchart y primo de Gogó Andreu (1919 - 2012), Tono Andreu (1915 - 1981) y Angélica Anchart. 
Además, sobrino político de la actriz fallecida Rosa Gamas a su vez, hermana de la vedette y actriz María Esther Gamas (1910 - 2006). Fue madre de María Rosa Fugazot (1942−) casada con César Bertrand (1934 - 2008), cuyo hijo el actor y director René Bertrand (1971−) del bailarín y escenógrafo Rafael Gamas.
El 8 de septiembre de 2009, tras 48 años en pareja con 77 años, contrajo matrimonio con actriz y vedette Betty Flores (1942 - 2009) que falleció con 67 años un mes después debido a cáncer. La había conocido durante estadía en un espectáculo revistera.
El 5 de agosto de 2010, falleció su hija mayor Patricia Cristina tras una larga enfermedad. Pese a eso Anchart no abandonó su espectáculo con Antonio Gasalla llamado Más respeto, que soy tu madre.

## Filmografía
- Crisol de hombres (1954).
- Los problemas de papá (1954).
- Venga a bailar el rock (1957).
- La casa de Madame Lulú (1968)
- El veraneo de los Campanelli (1971).
- El picnic de los Campanelli (1972).
- Clínica con música (1974).
- El profesor erótico (1976).
- Hay que parar la delantera (1977).
- Amigos para la aventura (1978).
- Cuatro pícaros bomberos (1979).
- Esto es vida (1982).(No estrenada comercialmente).
- Diablito de barrio (1983).
- Un loco en acción (1983).
- ¡¡Comiquísima!! La Revista Caliente (1994). (Vídeo humorístico).
- Dibu, la película (1997).
- Arregui, la noticia del día (2001).
- Dibu 3 (2002).
- La cola (2011).

## Televisión
- La tuerca (1965 - 1974)
- Los Campanelli (1969 - 1974).
- El Chinchorro (1971).
- El Sangarropo (1973).
- El tango del millón (1973).
- Tiempos de serenata (1981).
- Amigos son los amigos (1992).
- El tango del millón (1992).
- Mi familia es un dibujo (1996 - 1997) como Atilio Medina.
- Muñeca brava (1999).
- Verano del 98 (2000) como Anselmo.
- La niñera (2004) como Marcos.
- Floricienta (2004 - 2005) como Antoine.
- Casados con hijos (2005)
- Collar de Esmeraldas (2006) como Atilio.
- Son de fierro (2007)
- Desaparecer (2007) como tirador número 1.
- Todos contra juan (2010)